# Villa San José de Vinchina

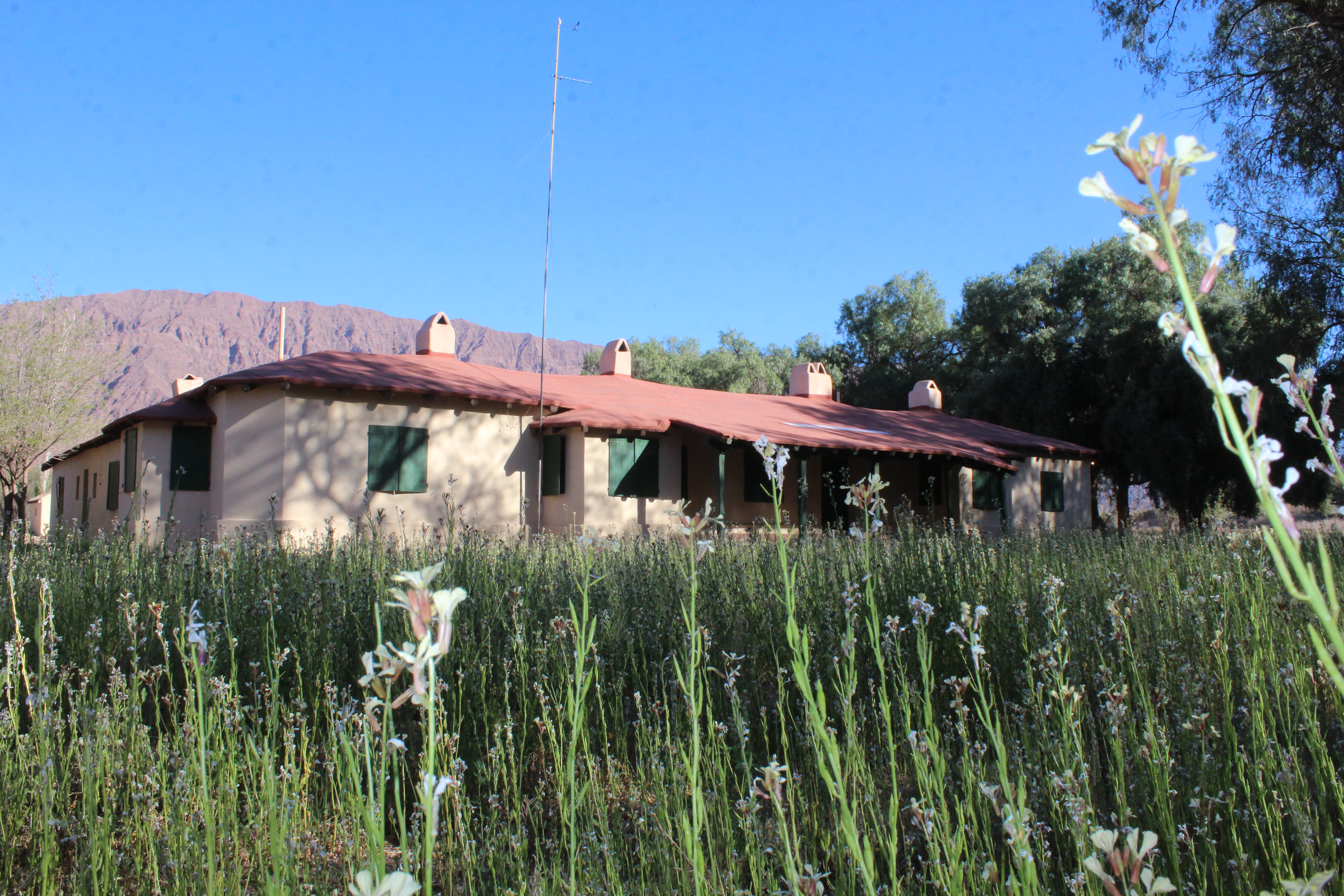
Emprendimiento privad dedicado a la producción de alfalfa. Una importante vivienda preside este lugar, construida a principios del siglo pasado, con una arquitectura de estilo inglés. Fue restaurada conservando su estilo.

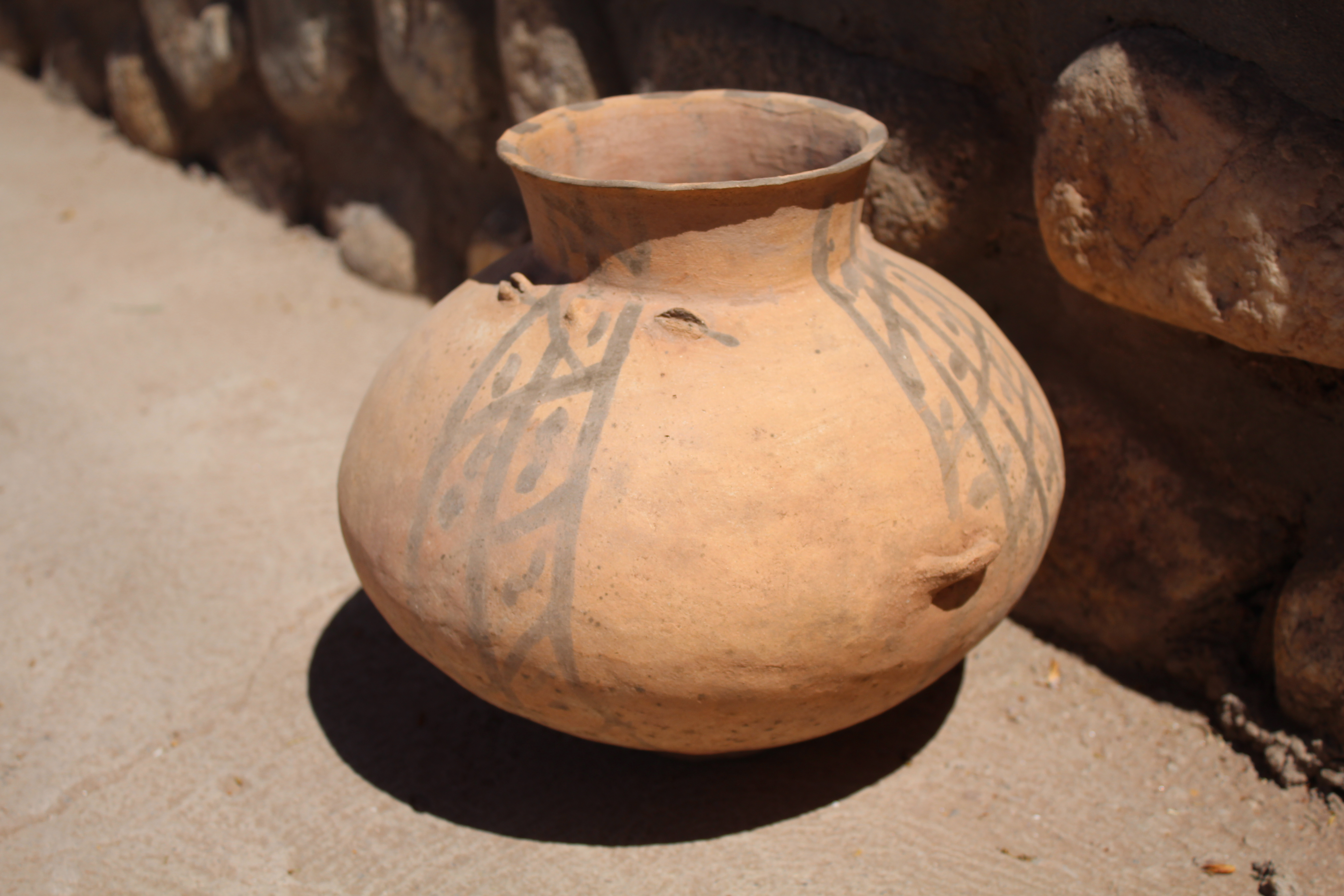
Esta vasija fue encontrada en un lugar llamado Las Eras Viejas, ubicado a 2 km de la plaza principal de Vinchina.

Villa San José de Vinchina, conocida como Vinchina a secas, es la ciudad cabecera del departamento Vinchina, en el noroeste de la provincia de La Rioja, Argentina, caracterizada por la actividad agrícola y el turismo.
San José de Vinchina concentra la mayor parte de la población del Departamento Vinchina. Diversos servicios de transporte público la conectan con la ciudad de La Rioja y la localidad de Villa Unión.

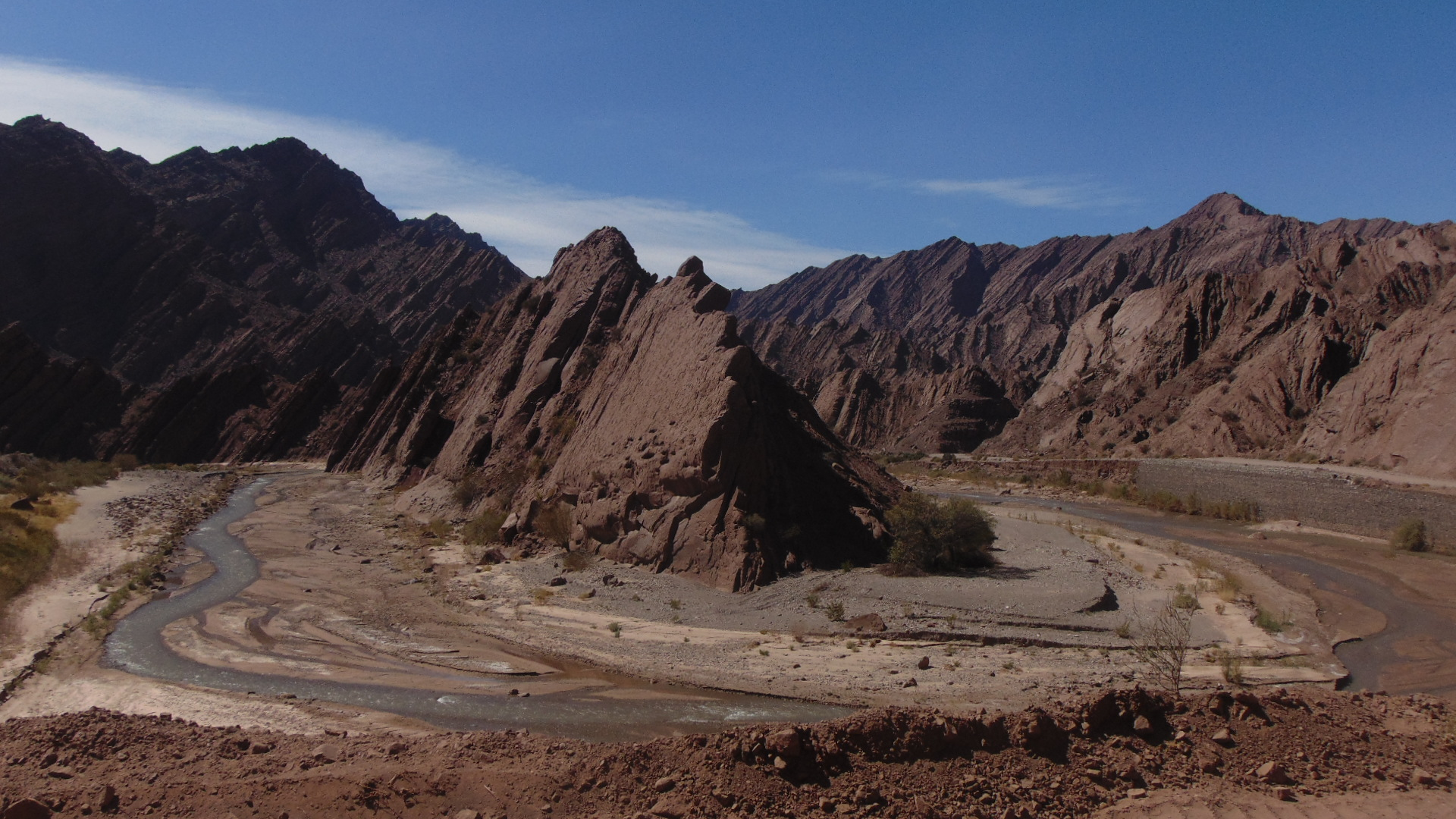
Río Vinchina

Dispone de facilidades de alojamiento y gastronomía, servicio bancario básico, centro de salud de complejidad media, clubes deportivos y servicios públicos urbanos y de comunicación.
La localidad cuenta con escuelas de nivel inicial, una de ellas de educación especial, colegios de nivel medio y un instituto superior de formación docente y tecnicatura en turismo.

## Geografía
Se encuentra en las últimas estribaciones de la sierra de Famatina, en un bolsón de clima árido, con veranos muy calurosos e inviernos benignos, muy escasas lluvias y probabilidad de heladas; a 345 km al norte de la capital provincial, sobre la RN 76.
La localidad se extiende de modo longitudinal a lo largo de la traza de la RN 76, que en la zona urbana adquiere el aspecto de avenida central. A lo largo de esta extensión, los distintos sectores o barrios adquirieron los nombres de distrito La Banda, distrito Pueblo y distrito Horno.
Camino a la quebrada de La Troya, apenas traspuesto el río Desaguadero (designado río "Vinchina" por los lugareños), se encuentran las "Estrellas Capayanes". Testimonio de las culturas precolombinas que poblaron la región.
Posee olivicultura (variedad “Arauco”) y jojoba.

### Población
Cuenta con 2,401 habitantes (Indec, 2010), lo que representa un incremento del 3,5% frente a los 2,318 habitantes (Indec, 2001) del censo anterior.
| Gráfica de evolución demográfica de Villa San José de Vinchina entre 1960 y 2010 |
|                                                                                  |
| Fuente: Censos nacionales del INDEC                                              |

### Sismicidad
La sismicidad de la región de La Rioja es frecuente y de intensidad baja, y un silencio sísmico de terremotos medios a graves cada 30 años en áreas aleatorias.

## Historia

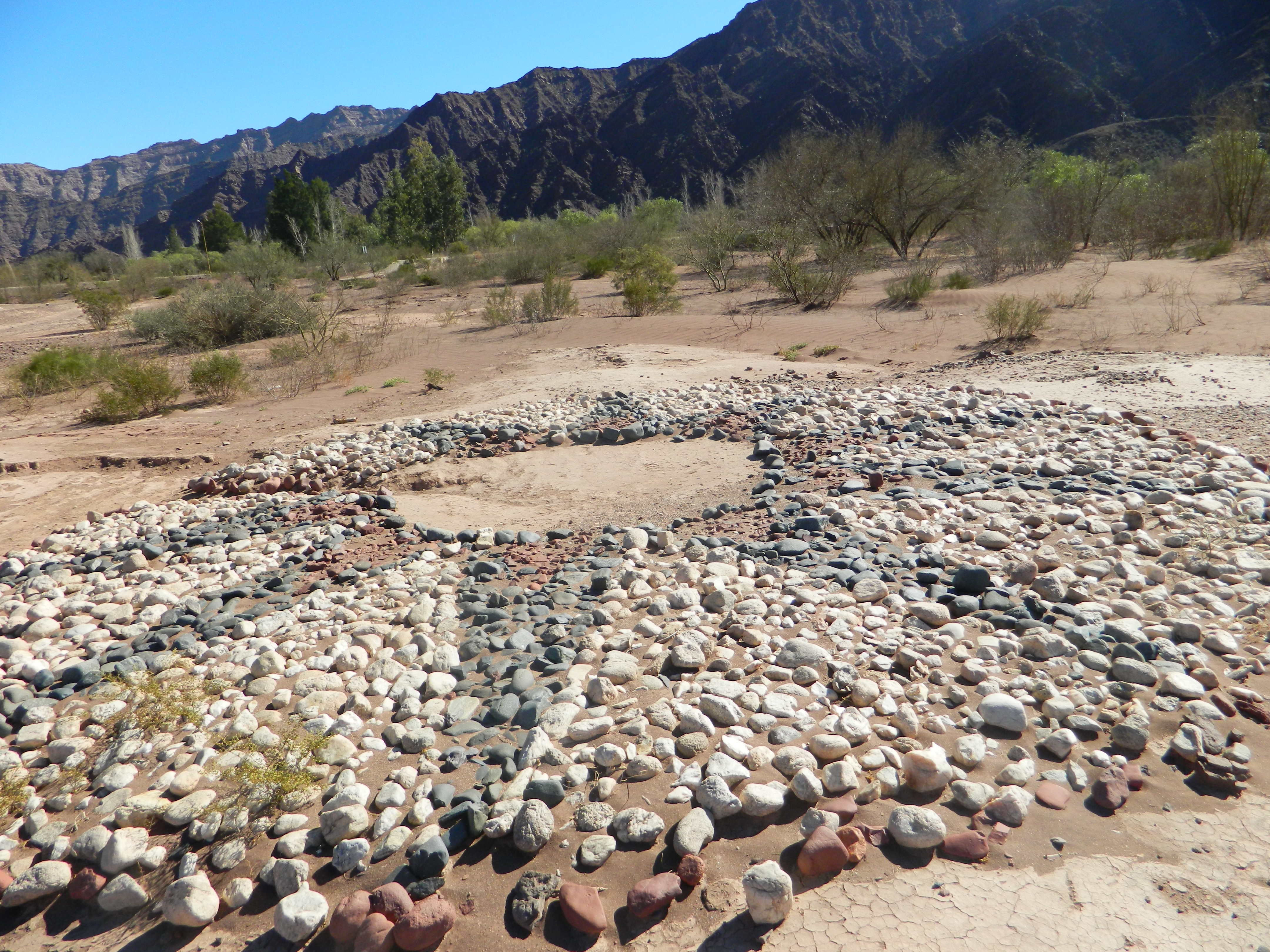
Estrellas Capayanes

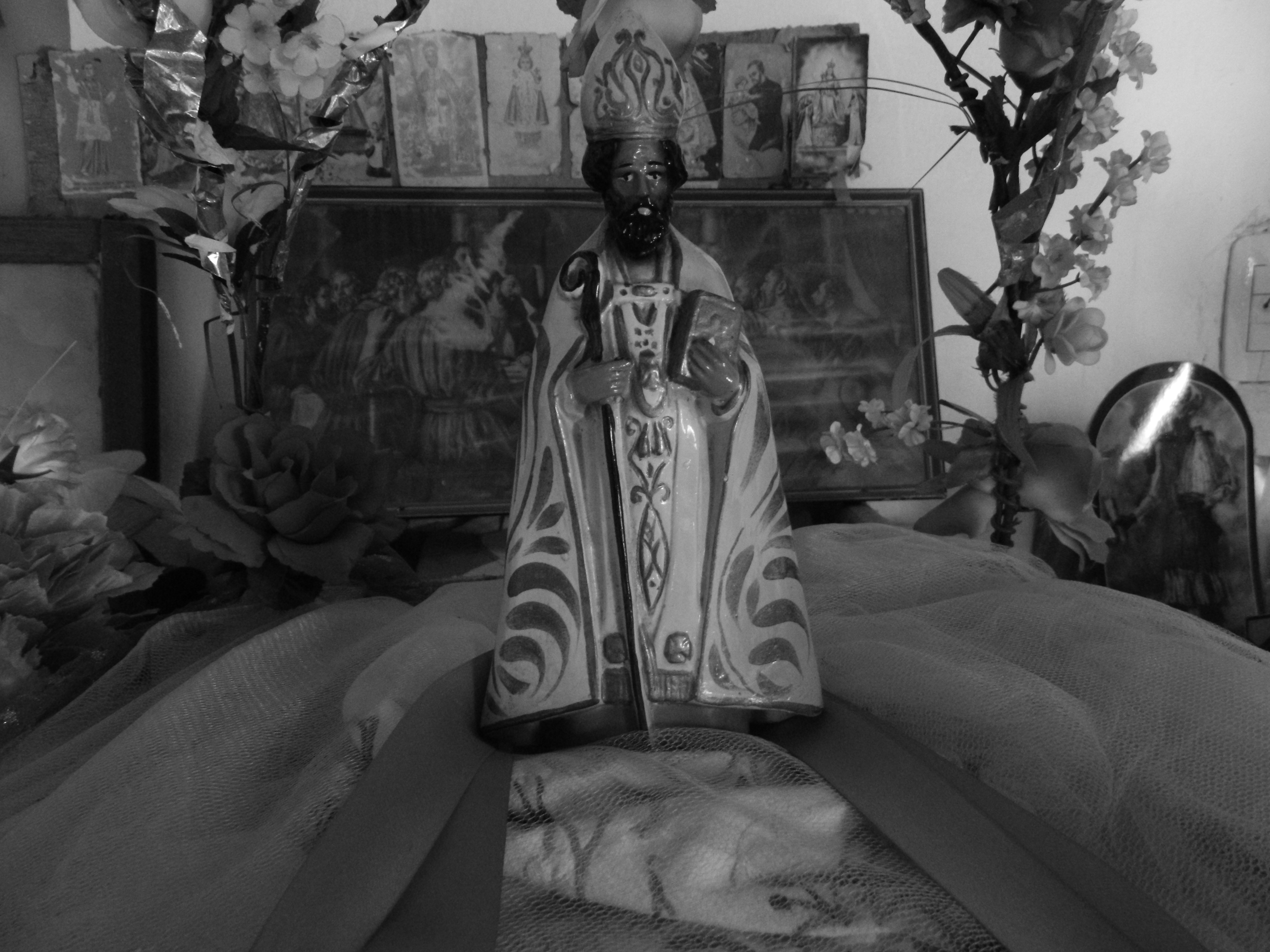
Oratorio San Nicolás.

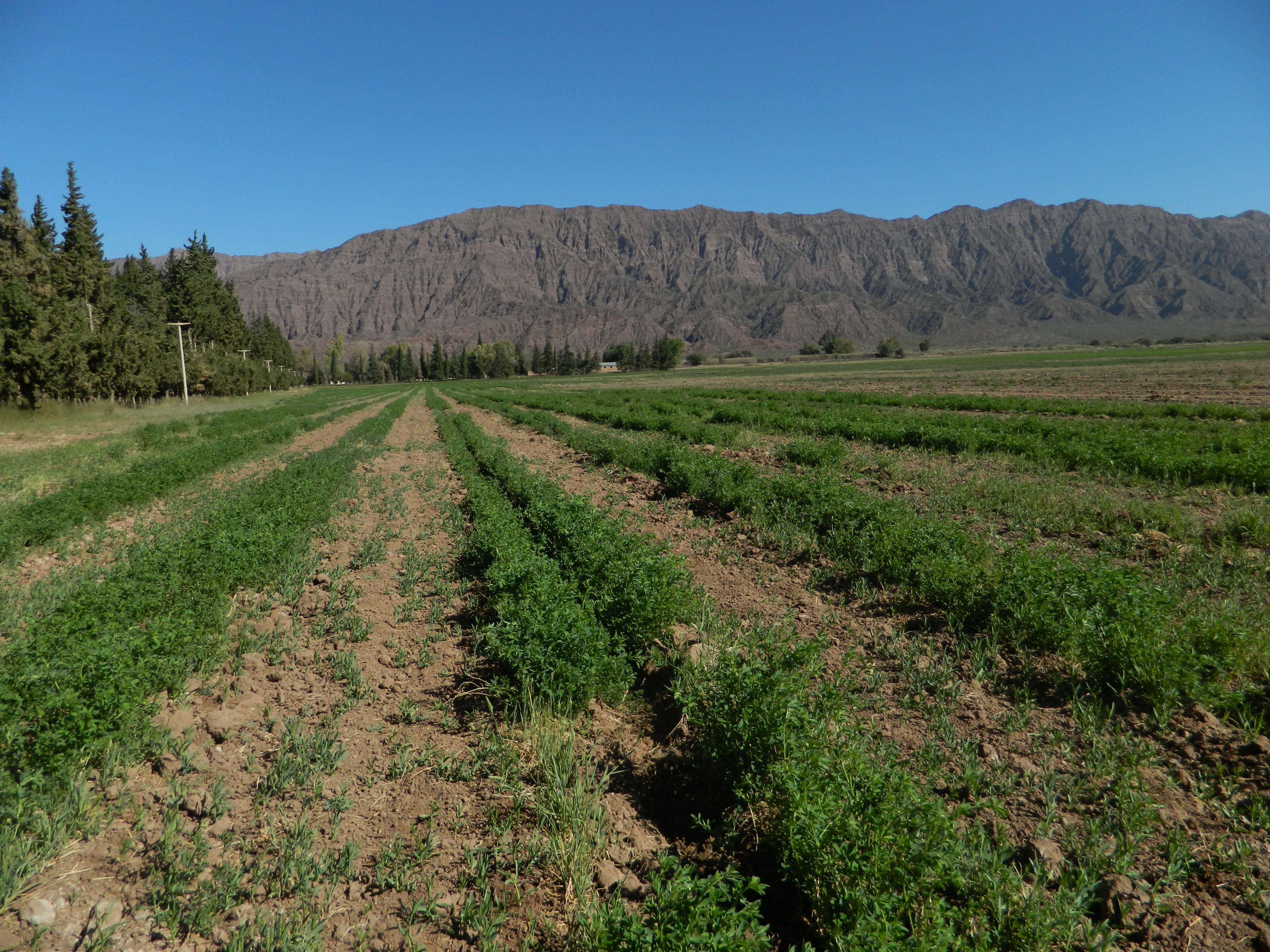
Durante muchos años el cultivo de alfalfa fue la producción de mayor importancia en el Valle de Vinchina, con el comercio al vecino país de Chile.

Aquí existía un antiguo pueblo indígena, de las naciones pazioca y capayán. En documentos del siglo XVII se registran en el pueblo de Anguinán indígenas con el etnónimo de "binchinas", como nombre de una parcialidad indígena con entidad propia, relacionandolos con parajes cordilleranos y precordilleranos de la actual provincia de La Rioja. En la actualidad la mayoría de su población es criolla y mestiza. Hasta mediados del siglo XX, constituyó parte del paso obligado de los arrieros que trasladaban ganado en pie hacia Copiapó, República de Chile.

### Estrellas capayanes
Las estrellas Capayanes están ubicadas a 2 km de la localidad de San José de Vinchina, a orillas de Río Desaguadero (el "Vinchina" de los lugareños) al costado izquierdo del camino que conduce a la aldea de Jagüé. Según el historiador Nicolás de la Fuente, es un geoglifo (dibujo sobre la tierra) en forma de estrella de nueve puntas, realizada en canto rodado, en piedra color rojo, blanca y negra, Actualmente se encuentran tres estrellas, de las seis originarias, dos de ellas fueron reconstruidas hace unos años. Se desconoce su utilidad, se cree fueron utilizadas para rituales religiosos.
Tradicionalmente se las conoce con el nombre de "Estrellas Diaguitas", hay historiadores que rechazan este nombre ya que sostienen que el pueblo diaguita nunca habitó la región de San José de Vinchina.

## Patrimonios culturales

### "La Casa del Balcón"

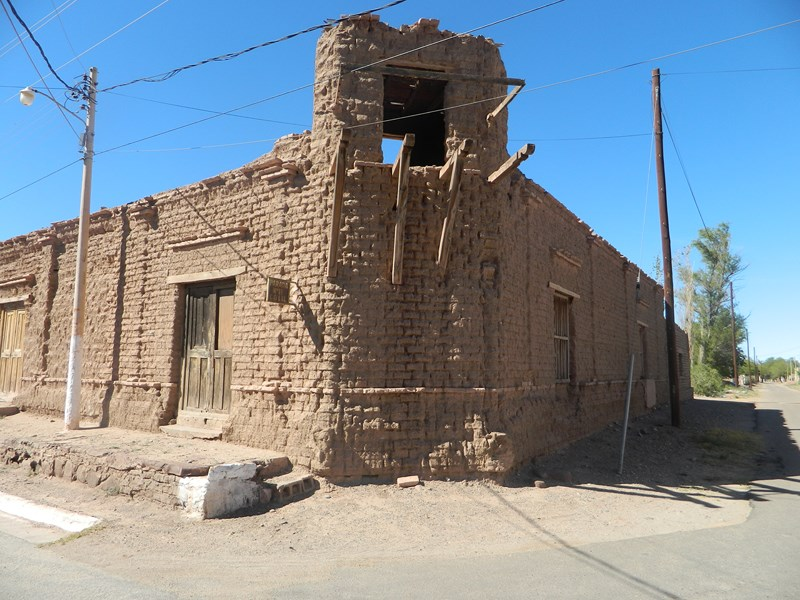
La Casa del Balcón

Esta casa ubicada en el barrio El Troyano, fue construida en el siglo XIX, su propietario don Lázaro Martínez, perteneciente a una de las familias más ricas de la época. Se cuenta la anécdota en el pueblo, que llegó a prestarle dinero al gobierno de La Rioja y que mandó a construir el balcón para que su esposa pudiese divisarlo cuando partía y regresaba de Chile, donde realizaba la venta de ganado vacuno, además utilizaba el balcón para mirar y controlar a los peones que trabajaban en la finca con sembradíos de alfalfa y trigo.

### Leyenda de los árboles enamorados

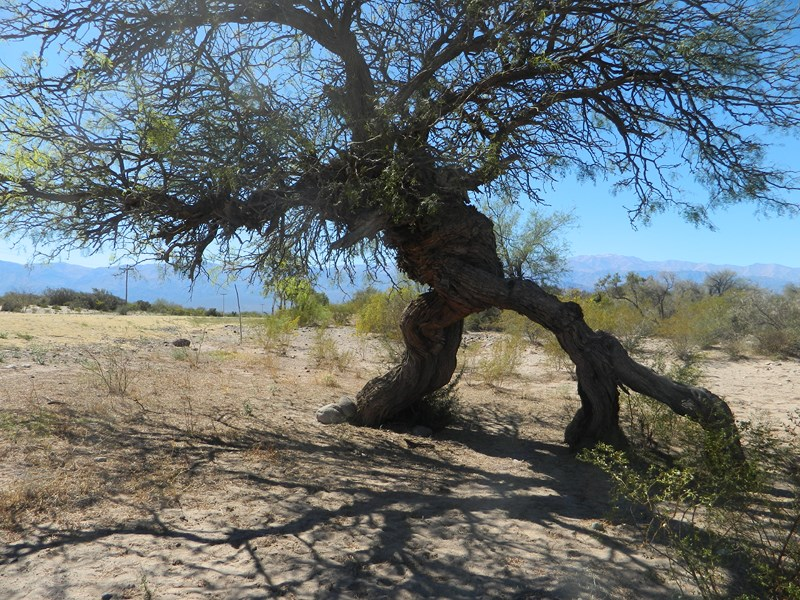
Los árboles enamorados

Cuenta la leyenda que un poblador de la localidad de la Banda (distrito de Vinchina) se dirigía de noche hacia el pueblo, cuando se repente vio un luz perderse entre los árboles, en ese momento recordó lo que había escuchado por años, que se trataba del entierro de un tesoro en oro y plata y la luz le estaba indicando el lugar exacto donde encontrarlo. Sin perder tiempo ato a dos pequeños algarrobos como señal para regresar por su fortuna, se cuenta que jamás volvió y los árboles aún permanecen unidos, se los conoce como los árboles enamorados.

## Parroquias de la Iglesia católica en Villa San José de Vinchina
| Diócesis       | La Rioja |
| -------------- | -------- |
| Cuasiparroquia | San José |

En la localidad de San José de Vinchina se encuentran varias capillas e iglesias, algunas de interés histórico, en general mantenidas por la propia comunidad: capilla San Nicolás de Bari, iglesia Nuestra Señora de Pompeya, iglesia Nuestra Señora de La Merced, iglesia de San José (Patrono del Departamento), iglesia de San Ramón Nonato y capilla de Santa Lucía.